# Санткабирнагар
Санткабирнагар (англ. Sant Kabir Nagar) — округ в индийском штате Уттар-Прадеш. Административный центр — город Кхалилабад.

## История
Образован 5 сентября 1997 года и назван в честь индийского поэта-святого Кабира.

## Население
По данным всеиндийской переписи 2001 года население округа составляло 1 420 226 человек. Уровень грамотности взрослого населения составлял 50,88 %, что ниже среднеиндийского уровня (59,5 %).